# Керчик (река)
Керчик (Мо́крый Керчик) — река в Ростовской области России, правый и второй по величине (после Тузлова) приток Аксая (рукав Дона). Длина 64 км, площадь водосборного бассейна 652 км².
Река имеет характер большой степной балки с ничтожным течением воды и небольшими отдельными расширениями плёсов. Керчик несёт большое количество взвешенного материала. Выносы наносов Керчика сильно заиляют верхнюю часть Аксая и увеличивают её извилистость.

## Течение
Река берёт начало на южном склоне Донецкого кряжа, к югу от станции Керчик. Высота истока — 180 м над уровнем моря. Вначале течёт на юг. Ниже хутора Керчик-Савров поворачивает на юго-запад. Напротив посёлка Атлантово принимает правый приток — реку Бургусту. Близ посёлка Мокрый Керчик принимает сначала левый приток — Мокрый Лог, а затем правый и крупнейший приток — Сухой Керчик. Ниже Мокрого Керчика поворачивает на юг. Ниже хутора Николаевка принимает левый приток — балку Озерки. Ниже посёлка Керчикского принимает левый приток — балку Первый Лог. Впадает в реку Аксай (рукав) в 77 км от её устья, и в 1,8 км от отделения рукава от Дона, в 5,8 км к западо-юго-западу от станицы Мелиховской.
Река протекает по территории Октябрьского и Усть-Донецкого районов Ростовской области.

## Притоки
- балка Первый Лог (лв)
- балка Озерки (лв)
- 36 км: Мокрый Лог (лв)
- 36,1 км: Сухой Керчик (пр)
- 52 км: Бургуста (пр)

## Населённые пункты
- х. Керчик-Савров
- пос. Атлантово
- пос. Мокрый Керчик
- х. Николаевка
- пос. Нижнедонской
- х. Исаевский
- пос. Керчикский

## Название
От реки получили названия следующие объекты: станция (НП) Керчик, посёлок Керчикский, Керчикское сельское поселение, хутор Керчик-Савров (первая часть названия), посёлок Мокрый Керчик.

## Топографические карты
- Лист карты L-37-10 Нижнекундоюченская. Масштаб: 1 : 100 000. Состояние местности на 1978 год. Издание 1982 г.
- Лист карты L-37-22 Семикаракорск. Масштаб: 1 : 100 000. Состояние местности на 1975 год. Издание 1982 г.
- Лист карты L-37-21 Новочеркасск. Масштаб: 1 : 100 000. Состояние местности на 1982 год. Издание 1983 г.